# Anni 420
Gli anni 420 sono il decennio che comprende gli anni dal 420 al 429 inclusi.

## Eventi, invenzioni e scoperte
- Agostino d'Ippona pubblica La città di Dio
- Limite di validità per l'informazione sull'Impero romano d'Occidente nella Notitia dignitatum

## Personaggi
- Flavio Felice, comandante delle truppe della Gallia (425-429) e console (428)